# Texananus extremus
Texananus extremus är en insektsart som beskrevs av Ball 1901. Texananus extremus ingår i släktet Texananus och familjen dvärgstritar. Inga underarter finns listade i Catalogue of Life.